# Stenonartonia polybioides
Stenonartonia polybioides är en stekelart som först beskrevs av Schulthess 1904.  Stenonartonia polybioides ingår i släktet Stenonartonia och familjen Eumenidae. Inga underarter finns listade i Catalogue of Life.